# Hippocampus queenslandicus
Hippocampus queenslandicus är en fiskart som beskrevs av John Horne 200. Hippocampus queenslandicus ingår i släktet Hippocampus och familjen kantnålsfiskar. Inga underarter finns listade i Catalogue of Life.